# کاپیتان کوک (هاوایی)
کاپیتان کوک (به انگلیسی: Captain Cook) یک منطقهٔ مسکونی در ایالات متحده آمریکا است که در هاوایی واقع شده‌است. کاپیتان کوک ۳۳٫۳ کیلومتر مربع مساحت و ۳٬۴۲۹ نفر جمعیت دارد و ۳۸۱ متر بالاتر از سطح دریا واقع شده‌است.